# Duane Martin
Duane Martin (Brooklyn, 11 de agosto de 1965) es un actor estadounidense de cine y televisión.

## Carrera
Martin estudió actuación en la Universidad de Nueva York, donde además jugó al baloncesto para los NYU Violets, el equipo de la institución que compite en la División III de la NCAA.
Hizo su primera aparición en televisión en la comedia Out All Night, protagonizada por Patti LaBelle, Vivica A. Fox y Morris Chestnut. Acto seguido apareció en el vídeoclip de Boyz II Men "I'll Make Love to You". Fue seleccionado para integrar el reparto junto con Vivica A. Fox y Jon Cryer de la serie de comedia de corta duración Getting Personal e interpretó el papel del reportero Robert James en All of Us.
Sus interpretaciones notables en la pantalla grande incluyen a Willie en Los blancos no la saben meter (1992), Jr. Philips en The Inkwell (1994) y Kyle Lee Watson en Above the Rim (1994). En la comedia romántica The Seat Filler (2004), Martin interpreta el papel de un estudiante de derecho llamado Derrick quien se enamora de una celebridad.

## Filmografía

### Cine
| Cine | Cine                 | Cine                     | Cine            |
| Año  | Título               | Papel                    | Notas           |
| ---- | -------------------- | ------------------------ | --------------- |
| 1992 | White Men Can't Jump | Willie Lewis             |                 |
| 1994 | Above the Rim        | Kyle Lee Watson          |                 |
| 1994 | The Inkwell          | Jr. Phillips             |                 |
| 1996 | Down Periscope       | Jefferson 'R.J.' Jackson |                 |
| 1997 | Fakin' da Funk       | Brandon                  |                 |
| 1997 | Scream 2             | Joel Jones               |                 |
| 1998 | Woo                  | Frankie                  |                 |
| 1998 | The Faculty          | Oficial                  |                 |
| 1999 | Any Given Sunday     | Agente de Willie         |                 |
| 2003 | Deliver Us from Eva  | Michael 'Mike'           |                 |
| 2003 | What Boys Like       | Phil                     |                 |
| 2003 | Ride or Die          | Conrad 'Rad' McRae       | Directo a vídeo |
| 2004 | The Seat Filler      | Derrick                  |                 |
| 2015 | Sister Code          | Duane Shakir             |                 |

### Televisión
| Televisión    | Televisión                                      | Televisión                    | Televisión         |
| Año           | Título                                          | Papel                         | Notas              |
| ------------- | ----------------------------------------------- | ----------------------------- | ------------------ |
| 1990          | Moe's World                                     | Steve                         | Telefilme          |
| 1991          | Against the Law                                 |                               | 1 episodio         |
| 1992          | Roc                                             | Kenny                         | 1 episodio         |
| 1992          | CBS Schoolbreak Special                         | Jordan                        | 1 episodio         |
| 1992–1993     | Out All Night                                   | Vidal Thomas                  | 20 episodios       |
| 1993, 1995    | The Fresh Prince of Bel-Air                     | Duane                         | 2 episodios        |
| 1995          | Happily Ever After: Fairy Tales for Every Child | The Prince                    | 1 episodio         |
| 1997          | Living Single                                   | Ty Richardson                 | 1 episodio         |
| 1997          | Between Brothers                                | Mason                         | 1 episodio         |
| 1998          | Mr. Headmistress                                | Jim                           | Telefilme          |
| 1998          | Getting Personal                                | Milo Doucette                 | 17 episodios       |
| 1999          | Sugar Hill                                      |                               | 1 episodio         |
| 1999          | Mutiny                                          | B.J. Teach                    | Telefilme          |
| 2000          | Girlfriends                                     |                               | 1 episodio         |
| 2001          | Blind Men                                       |                               | Telefilme          |
| 2001          | One on One                                      | Elliott                       | 1 episodio         |
| 2002          | I Got You                                       |                               | Telefilme          |
| 2002          | Yes, Dear                                       | Alan                          | 1 episodio         |
| 2003          | Abby                                            |                               | 1 episodio         |
| 2003–2007     | All of Us                                       | Robert James                  | 88 episodios       |
| 2006          | Ghost Whisperer                                 | Ashton Belluso                | 1 episodio         |
| 2009          | Rita Rocks                                      | Chuck DeShannon               | 5 episodios        |
| 2011          | The Paul Reiser Show                            | Fernando                      | 7 episodios        |
| 2013–Presente | Real Husbands of Hollywood                      | Él mismo                      | 11 episodios       |
| 2017          | The New Edition Story                           | Louil Silas / Louil Silas Jr. |                    |
| 2019-2020     | L.A.'s Finest                                   | Ben Baines                    | Reparto principal  |
| 2022          | Bel-Air                                         | Steven Lewis                  | Reparto recurrente |
| 2022          | Real Husbands of Hollywood                      | Él mismo                      | Reparto principal  |